# Bréviandes
Bréviandes é uma comuna francesa na região administrativa do Grande Leste, no departamento de Aube. Estende-se por uma área de 6,14 km². Em 2010 a comuna tinha 2 893 habitantes (densidade: 471,2 hab./km²).